# 奇世豊
奇 世豊（キ・セプン、朝鮮語: 기세풍、1915年または1916年 - 1995年9月27日）は、大韓民国の政治家。第7代韓国国会議員（在任中に辞職）。本貫は幸州奇氏。号は石下（ソカ、석하）。

## 経歴
日本統治時代の全羅南道和順郡春陽面出身。光州高等普通学校（現・光州第一高等学校）卒。春陽面長、春陽面水利組合長、再建国民運動和順郡委員長、自由党和順郡党副委員長、民主共和党中央常任委員、同党全南第7地区党委員長などを務めた。1967年の第7代総選挙に民主共和党候補として和順郡・谷城郡選挙区から出馬して当選したが、後に党より除名され、議員を辞職した。1968年9月24日の補欠選挙には大衆党の候補として出馬したが、新民党所属の梁会璲に及ばず落選した。1995年9月、故郷の自宅にて持病により81歳で死去した。2005年5月5日に故郷の農村の発展に寄与したことを讃える頌徳碑の除幕式が行われた。
ライオンズクラブ国際協会会員。